# Villamassargia
Villamassargia (sardinski: Bidda Matzràxia) je grad i općina (comune) u pokrajini Južnoj Sardiniji u regiji Sardiniji, Italija. Nalazi se na nadmorskoj visini od 121 metar i ima 3 604 stanovnika.
 Prostire se na 91,39 km². Gustoća naseljenosti je 39 st/km².
Susjedne općine su: Domusnovas, Iglesias, Musei, Narcao i Siliqua.